# Svend Asmussen
Svend Asmussen (Kopenhagen, 28 februari 1916 – Dronningmølle, 7 februari 2017) was een Deens jazzviolist.

## Levensloop
Aan het einde van de jaren dertig was zijn ster rijzende in Europa, maar de oorlog maakte daar een einde aan. De nazi's waren geen liefhebber van jazz in Amerikaanse stijl, en Asmussen werd gearresteerd en een tijdlang vastgehouden in Berlijn. Na de oorlog speelde hij wel weer op verschillende plaatsen in Europa. Asmussen is niet bijzonder bekend in de Verenigde Staten, onder meer doordat hij voornamelijk in Denemarken en de omringende landen speelde. Wel stond hij in 1967 op het Monterey Jazz Festival.
Naast viool speelde Asmussen ook andere instrumenten (waaronder de vibrafoon) en hij zong. Hij werkte tussen 1935 en 1965 als componist en/of uitvoerder mee aan verschillende Deense films.
Asmussen speelde onder meer met Benny Goodman en The Mills Brothers.
Hij werd in 1965 onderscheiden met een Edison in de categorie jazz-internationaal.

## Albums
- Two of a kind
- Hot swing fiddle classics
- Duke Ellingtons jazz violin session
- Amazing Strings
- Toots and Svend
- Violin Summit
- European encounter (met John Lewis)